# District d'Agen
Le district d'Agen est une ancienne division territoriale française du département de Lot-et-Garonne de 1790 à 1795.
Il était composé des cantons de Agen, Astafort, Laroque, Layrac, la Plume, le Port, Preyssac et Puymirol.